# Abbazia territoriale di Pannonhalma

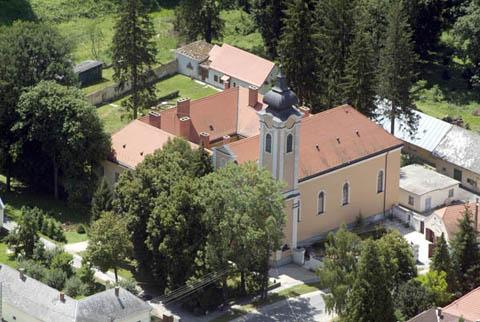
L'abbazia di Bakonybél, dipendente da quella di Pannonhalma

L'abbazia territoriale di Pannonhalma (in latino Abbatia Territorialis S. Martini in Monte Pannoniae) è una sede della Chiesa cattolica in Ungheria immediatamente soggetta alla Santa Sede. Nel 2021 contava 21.921 battezzati su 31.059 abitanti. È retta dall'arciabate Cirill Tamás Hortobágyi, O.S.B.

## Territorio
L'abbazia territoriale di Pannonhalma estende la sua giurisdizione sull'abbazia di Bakonybél e sui territori di Bakonypéterd, Lázi, Nyalka, Ravazd, Tarjánpuszta, Veszprémvarsány, Vének, Győrasszonyfa, Táp, Tápszentmiklós; e tre distretti di Győr (Kismegyer, Győrszentiván, Ménfőcsanak).
Sede abbaziale è l'arciabbazia di Pannonhalma, dove si trova la cattedrale dedicata a San Martino.
Il territorio si estende su 356 km² ed è suddiviso in 15 parrocchie.

## Storia
Pannonhalma fu il primo monastero benedettino ungherese, fondato nel 996 dal principe Géza, il quale lo scelse come sede dei monaci, e ben presto divenne la sede dell'intero ordine. Il monastero venne costruito in onore di San Martino di Tours. Il figlio di Géza, re Stefano I, donò beni e proprietà al monastero. Asztrik (Anastasius) fu il primo abate.
Il monastero divenne arciabbazia della congregazione d'Ungheria nel 1541. In seguito all'invasione ottomana dell'Europa del XVI e XVII secolo, venne trasformato in fortezza. Durante i 150 anni d'occupazione turca i monaci dovettero abbandonare l'arciabbazia per periodi più o meno lunghi. Durante la guida dell'arciabate Benedek Sajghó venne iniziata la costruzione di un nuovo edificio barocco.
Il XVIII secolo, era dell'Illuminismo, influenzò anche la vita dei monasteri. Secondo la dottrina del giuseppinismo gli ordini religiosi furono giudicati secondo criteri di utilità immediata, tollerando solo quegli ordini che gestivano asili, scuole od ospedali.
Dopo il 1945 le proprietà dell'ordine e le scuole gestite dai benedettini vennero confiscate dallo stato comunista dal 1950 fino alla caduta del comunismo ungherese. Nel 1995, un anno prima del millennio, il complesso venne ristrutturato e rinnovato.
Il 30 dicembre 1977 ha ceduto alcune parrocchie in territorio cecoslovacco all'arcidiocesi di Trnava.
Il 31 maggio 1993, in forza della bolla Hungarorum gens di papa Giovanni Paolo II, ha assunto l'attuale fisionomia territoriale.

## Cronotassi degli abati
Si omettono i periodi di sede vacante non superiori ai 2 anni o non storicamente accertati.
- Asztrik † (997 - 1015)
- Rasia † (1015 - 1036)
- San Mór † (1036 - ?)
- Péter † (1091 - 1103)
- Deda † (1124 - 1131)
- Dávid † (1131 - 1150)
- Rafael † (1151 - 1175)
- Rajnald † (1175 - 1180)
- Simili † (1180 - 1189)
- Péter † (1189 - 1192)
- Bálazs † (1192 - 1198)
- János I † (1198 - 1201)
- Uros † (1207 - 1241)
- Salamon † (1249 - 1252)
- Favus † (1252 - 1262)
- Bonifác † (1263)
- Herman † (1288 - 1300)
- Miklós I † (1300 - 1306)
- Imre (Henrik) † (1306 - 1307)
- Jakab † (1307 - 1308)
- János II † (1308 - 1309)
- László † (1309 - 1311)
- Miklós II † (1312 - 1318)
- Miklós III † (1319 - 1333)
- Hammer Vilmos † (1333 - 1354)
- Szigfrid † (1355 - 1365)
- László Czudar † (1365 - 1372)
- Domonkos † (1372 - 1377)
- László Piaszt der Weiße † (1377 - 1379)
- István † (1380 - 1398)
- Miklós Ferenc Marczali Dózsa † (1399 - 1404)
- János Albeni † (1404 - 1406)
- Konrád Ovári † (1406 - 1408)
- János Kropidló † (1408 - 1421)
- Miklós Dobói † (1422 - 1438)
- László Héderváry † (1439 - 1447)
- Tamás Döbrentei † (1447 - 1467)
- János Vitéz † (1467 - 1472)
- Mátyás Király † (1472 - 1490)
- Tamás Bakócz † (1490 - 1492)
- László Király † (1493 - 1500)
- Máté Tolnai † (1500 - 1535)
- Mihály Giöry † (1535 - 1542)
- Ferenc Bedegi Nyáry † (1543 - 1547)
- János Csanády † (1548 - 1556)
- László Martonfalvi † (1556 - 1562)
- Péter Bocsi Thorday † (1563 - 1566)
- István Fejérkővy † (1567 - 1593)
- Mátyás Pálfy † (1638 - 1646)
- Placid Magger † (1647 - 1667)
- Placid Lendvay † (1689 - 1699)
- Egyed Karner † (1699 - 1708)
- Benedek Sajghó † (1722 - 1768)
- Samuel Vajda † (1768 - 1795)
- Dániel Somogyi † (1795 - 1801)
- Mór Czinár † (1829 - 1841)
- Mihály Rimely † (1842 - 1865)
- Krizosztom Kruesz † (5 settembre 1865 - 11 gennaio 1885 deceduto)
  - Sede vacante (1885-1892)
- Ippolito Feher † (11 luglio 1892 - 27 ottobre 1909 deceduto)
- Tiburzio Hajdu † (28 marzo 1910 - 21 ottobre 1918 deceduto)
- Remigio Bárdos † (19 maggio 1920 - 12 maggio 1932 deceduto)
- Crisostomo Kelemen † (16 marzo 1933 - 7 novembre 1950 deceduto)
- Paolo Sárközy † (10 febbraio 1951 - 10 maggio 1957 deceduto)
- Norbert Legányi † (11 novembre 1957 - gennaio 1969 dimesso)
  - Sede vacante (1969-1973)
- András József Szennay † (14 marzo 1973 - 1991 dimesso)
- Imre Asztrik Várszegi (18 marzo 1991 - 16 febbraio 2018 dimesso)
- Cirill Tamás Hortobágyi, dal 16 febbraio 2018

## Statistiche
L'abbazia territoriale nel 2021 su una popolazione di 31.059 persone contava 21.921 battezzati, corrispondenti al 70,6% del totale.
| anno | popolazione | popolazione | popolazione | presbiteri | presbiteri | presbiteri | presbiteri                | diaconi | religiosi | religiosi | parrocchie |
| anno | battezzati  | totale      | %           | numero     | secolari   | regolari   | battezzati per presbitero | diaconi | uomini    | donne     | parrocchie |
| ---- | ----------- | ----------- | ----------- | ---------- | ---------- | ---------- | ------------------------- | ------- | --------- | --------- | ---------- |
| 1948 | 24.698      | 27.052      | 91,3        | 65         |            | 65         | 379                       |         | 97        | 38        | 20         |
| 1971 | ?           | ?           | ?           | 104        |            | 104        | ?                         |         | 146       | 19        | ?          |
| 1990 | 22.540      | 26.180      | 86,1        | 35         |            | 35         | 644                       |         | 47        | 118       | 16         |
| 1999 | 21.600      | 24.864      | 86,9        | 9          |            | 9          | 2.400                     | 1       | 23        | 28        | 15         |
| 2000 | 21.597      | 24.859      | 86,9        | 9          |            | 9          | 2.399                     | 1       | 22        | 28        | 15         |
| 2001 | 21.592      | 24.857      | 86,9        | 13         |            | 13         | 1.660                     | 1       | 29        | 28        | 15         |
| 2002 | 21.532      | 24.823      | 86,7        | 14         |            | 14         | 1.538                     | 1       | 30        | 28        | 15         |
| 2003 | 21.530      | 24.788      | 86,9        | 14         |            | 14         | 1.537                     | 1       | 28        | 28        | 15         |
| 2004 | 21.516      | 24.780      | 86,8        | 14         |            | 14         | 1.536                     | 1       | 32        |           | 15         |
| 2007 | 21.453      | 24.700      | 86,8        | 16         |            | 16         | 1.340                     |         | 24        |           | 14         |
| 2013 | 21.300      | 24.700      | 86,2        | 66         |            | 66         | 322                       | 2       | 78        | 2         | 15         |
| 2016 | 21.400      | 25.100      | 85,3        | 38         |            | 38         | 563                       | 3       | 51        | 2         | 15         |
| 2019 | 21.924      | 28.700      | 76,4        | 36         | 1          | 35         | 609                       | 3       | 52        | 2         | 15         |
| 2021 | 21.921      | 31.059      | 70,6        | 33         |            | 33         | 664                       | 4       | 48        | 2         | 15         |